# فيل ليستير
فيل ليستير (بالإنجليزية: Phil Lester)‏ هو يوتيوبي بريطاني، ولد في 30 يناير 1987 في Borough of Rossendale ‏ في المملكة المتحدة.

## وصلات خارجية
- فيل ليستير على موقع IMDb (الإنجليزية)
- فيل ليستير على موقع ميوزك برينز (الإنجليزية)
- فيل ليستير على موقع قاعدة بيانات الفيلم (الإنجليزية)